# Saltos ornamentais na Universíada de Verão de 1979

## Quadro de medalhas
| Ordem | País                | Medalha de ouro | Medalha de prata | Medalha de bronze |   |
| ----- | ------------------- | --------------- | ---------------- | ----------------- | - |
| 1     | URS União Soviética | 3               | 2                |                   | 5 |
| 2     | CHN China           | 1               | 1                | 4                 | 6 |
| 3     | CUB Cuba            |                 | 1                |                   | 1 |